# 特里普拉土邦
特里普拉土邦（Tripura State），又稱山地特里普拉（Hill Tipperah），是印度的一個土邦，其統治地域為今日印度的特里普拉邦。
特里普拉土邦的前身為特里普拉王國，大約建國於100年左右。16世紀時期，特里普拉王國的疆域達到歷史最大。1764年，英國東印度公司勢力進入孟加拉地區，1809年，特里普拉接受英國保護，成為一個土邦。
1947年5月，特里普拉的大君Bir Bikram Kishore Debbarman去世。其子Kirit Bikram Kishore Deb Barman年幼，由母親Kanchan Prava Devi攝政。不久後印巴分治，特里普拉於8月13日加入印度。此時特里普拉發生嚴重的政治危機，內外交困，政局混亂。1949年9月9日，攝政太后Kanchan Prava Devi簽署條約，宣佈放棄政權。10月15日，特里普拉成為印度的一個最高專員省，由印度直接統治。